# Giải quần vợt Úc Mở rộng 2020
Giải quần vợt Úc Mở rộng 2020 là một giải đấu quần vợt Grand Slam được diễn ra tại sân Melbourne Park từ ngày 20 tháng 1 đến ngày 2 tháng 2 năm 2020. Đây là lần thứ 108 Giải quần vợt Úc Mở rộng được tổ chức, lần thứ 52 trong Kỷ nguyên Mở, và là giải Grand Slam đầu tiên trong năm. Giải đấu sẽ bao gồm các tay vợt chuyên nghiệp trong các trận đấu đơn, đôi và đôi hỗn hợp. Các vận động viên trẻ và xe lăn cũng sẽ tham gia vào các sự kiện đơn và đôi. Cũng như những năm trước, giải đấu được KIA tài trợ chính.
Novak Djokovic và Naomi Osaka lần lượt là đương kim vô địch ở nội dung đơn nam và đơn nữ.
Đây là lần đầu tiên giải Úc Mở rộng được thi đấu trên sân GreenSet, một loại sân cứng được sản xuất bởi GreenSet Worldwide. GreenSet là loại mặt sân cứng thứ 3 được sử dụng tại Úc Mở rộng.

## Giải đấu

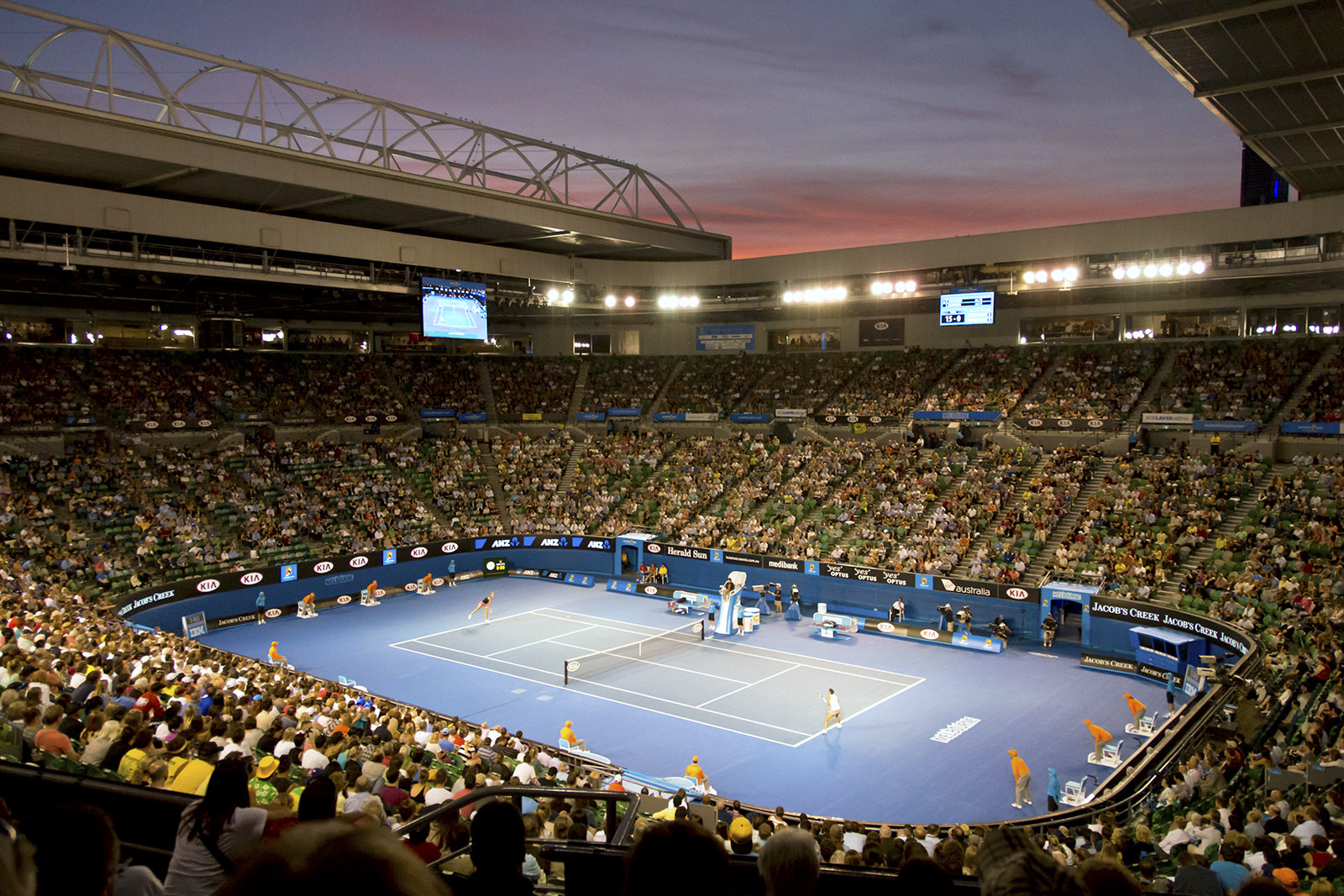
Rod Laver Arena sẽ là nơi diễn ra các trận chung kết của Giải quần vợt Úc Mở rộng

Giải quần vợt Úc Mở rộng 2019 là lần thứ 107 giải đấu được tổ chức và sẽ được diễn ra tại sân Melbourne Park ở Victoria, Úc.
Giải đấu được điều hành bởi Liên đoàn quần vợt quốc tế (ITF) và là một phần của lịch thi đấu ATP Tour 2019 và WTA Tour 2019 dưới thể loại Grand Slam. Giải đấu bao gồm các nội dung đơn và đôi của nam và nữ cũng như nội dung đôi nam nữ. Giải đấu cũng có các nội dung đơn và đôi cho các vận động viên nam trẻ và nữ trẻ (dưới 18 tuổi), là một phần ở thể loại Hạng A của giải đấu. Giải đấu cũng có các nội dung đơn, đôi và quad cho các vận động quần vợt xe lăn và là một phần của NEC tour dưới thể loại Grand Slam.
Giải đấu được thi đấu trên mặt sân cứng và được diễn ra trên 25 sân, trong đó có 3 sân chính là Rod Laver Arena, Melbourne Arena và Margaret Court Arena.

## Điểm và tiền thưởng

### Phân phối điểm
Dưới đây là bảng phân bố điểm cho từng giai đoạn của giải đấu:

#### Vận động viên chuyên nghiệp
| Sự kiện | VĐ   | CK   | BK  | TK  | 1/16 | 1/32 | 1/64 | 1/128 | Q  | Q3 | Q2 | Q1 |
| Đơn nam | 2000 | 1200 | 720 | 360 | 180  | 90   | 45   | 10    | 25 | 16 | 8  | 0  |
| Đôi nam | 2000 | 1200 | 720 | 360 | 180  | 90   | 0    | —     | —  | —  | —  | —  |
| Đơn nữ  | 2000 | 1300 | 780 | 430 | 240  | 130  | 70   | 10    | 40 | 30 | 20 | 2  |
| Đôi nữ  | 2000 | 1300 | 780 | 430 | 240  | 130  | 10   | —     | —  | —  | —  | —  |

| Sự kiện  | VĐ  | CK  | BK/Hạng 3 | TK/Hạng 4 |
| Đơn      | 800 | 500 | 375       | 100       |
| Đôi      | 800 | 500 | 100       | —         |
| Đơn quad | 800 | 500 | 100       | —         |
| Đôi quad | 800 | 100 | —         | —         |

| Sự kiện     | VĐ  | CK  | BK  | TK  | 1/16 | 1/32 | Q  | Q3 |
| Đơn nam trẻ | 375 | 270 | 180 | 120 | 75   | 30   | 25 | 20 |
| Đơn nữ trẻ  | 375 | 270 | 180 | 120 | 75   | 30   | 25 | 20 |
| Đôi nam trẻ | 270 | 180 | 120 | 75  | 45   | —    | —  | —  |
| Đôi nữ trẻ  | 270 | 180 | 120 | 75  | 45   | —    | —  | —  |

### Tiền thưởng
Tổng tiền thưởng của Giải quần vợt Úc Mở rộng 2020 được tăng thêm 13,6% lên thành 71.000.000 A$. (khoảng 1.100 tỷ VND)
| Sự kiện      | Vô địch     | Á quân      | Bán kết     | Tứ kết    | 1/16      | 1/32      | 1/64       | 1/1281   | Q3       | Q2       | Q1       |
| Đơn          | 4.120.000A$ | 2.065.000A$ | 1.040.000A$ | 525.000A$ | 300.000A$ | 180.000A$ | 128.000A$) | 90.000A$ | 50.000A$ | 32.500A$ | 20.000A$ |
| Đôi*         | 760.000A$   | 380.000A$   | 200.000A$   | 110.000A$ | 62.000A$  | 38.000A$  | 25.000A$   | —        | —        | —        | —        |
| Đôi hỗn hợp* | 190.000A$   | 100.000A$   | 50.000A$    | 24.000A$  | 12.000A$  | 6.250A$   | —          | —        | —        | —        | —        |

1Tiền thưởng vượt qua vòng loại cũng là tiền thưởng vòng 1/128.

*Mỗi đội

## Nội dung đơn

### Đơn nam
Giải quần vợt Úc Mở rộng 2020 – Đơn nam
| Vô địch                     | Vô địch                   | Á quân                    | Á quân                     |
| --------------------------- | ------------------------- | ------------------------- | -------------------------- |
| Novak Djokovic [2]          | Novak Djokovic [2]        | Dominic Thiem [5]         | Dominic Thiem [5]          |
| Thua bán kết                |                           |                           |                            |
| Alexander Zverev [7]        | Alexander Zverev [7]      | Roger Federer [3]         | Roger Federer [3]          |
| Thua tứ kết                 |                           |                           |                            |
| Rafael Nadal [1]            | Stan Wawrinka [15]        | Tennys Sandgren           | Milos Raonic [32]          |
| Thua vòng 4                 |                           |                           |                            |
| Nick Kyrgios [23]           | Gaël Monfils [10]         | Daniil Medvedev [4]       | Andrey Rublev [17]         |
| Fabio Fognini [12]          | Márton Fucsovics          | Marin Čilić               | Diego Schwartzman [14]     |
| Thua vòng 3                 |                           |                           |                            |
| Pablo Carreño Busta [27]    | Karen Khachanov [16]      | Ernests Gulbis (Q)        | Taylor Fritz [29]          |
| Alexei Popyrin              | John Isner [19]           | David Goffin [11]         | Fernando Verdasco          |
| Sam Querrey                 | Guido Pella [22]          | Tommy Paul                | John Millman               |
| Stefanos Tsitsipas [6]      | Roberto Bautista Agut [9] | Dušan Lajović [24]        | Yoshihito Nishioka         |
| Thua vòng 2                 |                           |                           |                            |
| Federico Delbonis           | Peter Gojowczyk (Q)       | Gilles Simon              | Mikael Ymer                |
| Ivo Karlović                | Aljaž Bedene              | Kevin Anderson            | Alex Bolt (WC)             |
| Pedro Martínez (Q)          | Jaume Munar               | Alejandro Tabilo (Q)      | Andreas Seppi              |
| Pierre-Hugues Herbert       | Yūichi Sugita             | Nikoloz Basilashvili [26] | Egor Gerasimov             |
| Matteo Berrettini [8]       | Ričardas Berankis         | Grégoire Barrère          | Jordan Thompson            |
| Jannik Sinner               | Grigor Dimitrov [18]      | Hubert Hurkacz [31]       | Filip Krajinović           |
| Philipp Kohlschreiber       | Cristian Garín            | Benoît Paire [21]         | Michael Mmoh (WC)          |
| Alejandro Davidovich Fokina | Marc Polmans (WC)         | Dan Evans [30]            | Tatsuma Ito (WC)           |
| Thua vòng 1                 |                           |                           |                            |
| Hugo Dellien                | João Sousa                | Christopher Eubanks (Q)   | Jozef Kovalík (LL)         |
| Lorenzo Sonego              | Pablo Cuevas              | Yasutaka Uchiyama         | Mario Vilella Martínez (Q) |
| Lu Yen-hsun (PR)            | Vasek Pospisil (PR)       | James Duckworth           | Félix Auger-Aliassime [20] |
| Tallon Griekspoor (Q)       | Ilya Ivashka (Q)          | Albert Ramos Viñolas      | Adrian Mannarino           |
| Frances Tiafoe              | Dominik Koepfer           | Hugo Gaston (WC)          | Jo-Wilfried Tsonga [28]    |
| Thiago Monteiro             | Daniel Elahi Galán (Q)    | Miomir Kecmanović         | Damir Džumhur              |
| Jérémy Chardy               | Cameron Norrie            | Elliot Benchetrit (Q)     | Christopher O'Connell (WC) |
| Kwon Soon-woo               | Evgeny Donskoy (LL)       | Casper Ruud               | Marco Cecchinato           |
| Andrew Harris (WC)          | Marco Trungelliti (Q)     | Roberto Carballés Baena   | Borna Ćorić [25]           |
| John-Patrick Smith (WC)     | Mohamed Safwat (Q)        | Alexander Bublik          | Reilly Opelka              |
| Denis Shapovalov [13]       | Max Purcell (Q)           | Leonardo Mayer            | Juan Ignacio Londero       |
| Dennis Novak (Q)            | Ugo Humbert               | Quentin Halys (Q)         | Steve Johnson              |
| Salvatore Caruso            | Marcos Giron              | Stefano Travaglia         | Lorenzo Giustino (LL)      |
| Cedrik-Marcel Stebe (PR)    | Corentin Moutet           | Pablo Andújar             | Feliciano López            |
| Lloyd Harris                | Norbert Gombos (Q)        | Mikhail Kukushkin         | Kyle Edmund                |
| Mackenzie McDonald (PR)     | Laslo Đere                | Prajnesh Gunneswaran (LL) | Jan-Lennard Struff         |

### Đơn nữ
Giải quần vợt Úc Mở rộng 2020 – Đơn nữ
| Vô địch                        | Vô địch                | Á quân                   | Á quân                        |
| ------------------------------ | ---------------------- | ------------------------ | ----------------------------- |
| Sofia Kenin [14]               | Sofia Kenin [14]       | Garbine Muguruza         | Garbine Muguruza              |
| Thua bán kết                   |                        |                          |                               |
| Ashleigh Barty [1]             | Ashleigh Barty [1]     | Simona Halep [4]         | Simona Halep [4]              |
| Thua tứ kết                    |                        |                          |                               |
| Petra Kvitová [7]              | Ons Jabeur             | Anett Kontaveit [28]     | Anastasia Pavlyuchenkova [30] |
| Thua vòng 4                    |                        |                          |                               |
| Alison Riske [18]              | Maria Sakkari [22]     | Coco Gauff               | Wang Qiang [27]               |
| Iga Świątek                    | Elise Mertens [16]     | Kiki Bertens [9]         | Angelique Kerber [17]         |
| Thua vòng 3                    |                        |                          |                               |
| Elena Rybakina [29]            | Julia Görges           | Madison Keys [10]        | Ekaterina Alexandrova [25]    |
| Naomi Osaka [3]                | Zhang Shuai            | Caroline Wozniacki       | Serena Williams [8]           |
| Belinda Bencic [6]             | Donna Vekić [19]       | Catherine Bellis (PR)    | Yulia Putintseva              |
| Elina Svitolina [5]            | Zarina Diyas           | Camila Giorgi            | Karolína Plíšková [2]         |
| Thua vòng 2                    |                        |                          |                               |
| Polona Hercog                  | Greet Minnen (Q)       | Zhu Lin                  | Petra Martić [13]             |
| Arantxa Rus                    | Nao Hibino (Q)         | Barbora Krejčíková (Q)   | Paula Badosa                  |
| Zheng Saisai                   | Sorana Cîrstea         | Caty McNally (Q)         | Ann Li (Q)                    |
| Caroline Garcia                | Dayana Yastremska [23] | Fiona Ferro              | Tamara Zidanšek               |
| Jeļena Ostapenko               | Sara Sorribes Tormo    | Alizé Cornet             | Carla Suárez Navarro          |
| Heather Watson                 | Karolína Muchová [20]  | Danielle Collins [26]    | Harriet Dart (Q)              |
| Lauren Davis                   | Ajla Tomljanović       | Anna Blinkova            | Arina Rodionova (WC)          |
| Svetlana Kuznetsova            | Priscilla Hon (WC)     | Taylor Townsend          | Laura Siegemund               |
| Thua vòng 1                    |                        |                          |                               |
| Lesia Tsurenko                 | Rebecca Peterson       | Aliaksandra Sasnovich    | Bernarda Pera                 |
| Wang Yafan                     | Viktorija Golubic      | Viktória Kužmová         | Christina McHale              |
| Daria Kasatkina                | Magda Linette          | Peng Shuai               | Margarita Gasparyan           |
| Jil Teichmann                  | Kaia Kanepi            | Johanna Larsson (Q)      | Kateřina Siniaková            |
| Marie Bouzková                 | Anna Kalinskaya (Q)    | Venus Williams           | Barbora Strýcová [32]         |
| Sloane Stephens [24]           | Samantha Stosur        | Lizette Cabrera (WC)     | Martina Trevisan (Q)          |
| Johanna Konta [12]             | Madison Brengle        | Kristie Ahn              | Kaja Juvan (Q)                |
| Pauline Parmentier (WC)        | Alison Van Uytvanck    | Han Na-lae (WC)          | Anastasia Potapova            |
| Anna Karolína Schmiedlová (PR) | Liudmila Samsonova (Q) | Veronika Kudermetova     | Astra Sharma (WC)             |
| Maria Sharapova (WC)           | Monica Niculescu (Q)   | Tímea Babos              | Aryna Sabalenka [11]          |
| Danka Kovinić                  | Kristýna Plíšková      | Tatjana Maria            | Kirsten Flipkens              |
| Vitalia Diatchenko             | Hsieh Su-wei           | Misaki Doi               | Jennifer Brady                |
| Katie Boulter (PR)             | Leylah Fernandez (Q)   | Shelby Rogers (Q)        | Anastasija Sevastova [31]     |
| Amanda Anisimova [21]          | Jasmine Paolini        | Kateryna Bondarenko (PR) | Irina-Camelia Begu            |
| Markéta Vondroušová [15]       | Antonia Lottner (Q)    | Kateryna Kozlova         | Elisabetta Cocciaretto (Q)    |
| Nina Stojanović                | Jessica Pegula         | CoCo Vandeweghe (WC)     | Kristina Mladenovic           |

## Hạt giống đơn
Dưới đây là danh sách hạt giống đơn. Các hạt giống dựa vào bảng xếp hạng ATP và WTA vào ngày 13 tháng 1 năm 2020, trong khi thứ hạng và điểm trước thi đấu tính vào thời điểm 20 tháng 1 năm 2020. Điểm sau thi đấu tính vào ngày 3 tháng 2 năm 2020. Vì giải năm 2020 diễn ra 1 tuần sau năm 2019, điểm bảo vệ sẽ bao gồm kết quả của giải năm 2019 và các giải đấu của tuần 28 tháng 1 năm 2019 (St. Petersburg và Hua Hin đối với WTA).
Điêm bảo vệ của các hạt giống dựa vào thứ hạng ngày 6 tháng 1 năm 2020 và có thể thay đổi.

### Đơn nam
| Hạt giống | Thứ hạng | Tay vợt               | Điểm trước thi đấu | Điểm bảo vệ | Điểm thắng | Điểm sau thi đấu | Tình trạng                                |
| --------- | -------- | --------------------- | ------------------ | ----------- | ---------- | ---------------- | ----------------------------------------- |
| 1         | 1        | Rafael Nadal          | 10,235             | 1,200       | 360        | 9,395            | Tứ kết, thua trước Dominic Thiem [5]      |
| 2         | 2        | Novak Djokovic        | 9,720              | 2,000       | 2000       | 9720             | Chung kết, thắng Dominic Thiem [5]        |
| 3         | 3        | Roger Federer         | 6,590              | 180         | 720        | 7,130            | Bán kết, thua trước Novak Djokovic [2]    |
| 4         | 4        | Daniil Medvedev       | 5,960              | 180         | 180        | 5,960            | Vòng 4, thua trước Stan Wawrinka [15]     |
| 5         | 5        | Dominic Thiem         | 5,890              | 45          | 720        | 6,565            | Chung kết, thua Novak Djokovic [2]        |
| 6         | 6        | Stefanos Tsitsipas    | 5,375              | 720         | 90         | 4,745            | Vòng 3, thua trước Milos Raonic [32]      |
| 7         | 7        | Alexander Zverev      | 3,345              | 180         | 720        | 3,885            | Bán kết, thua trước Dominic Thiem [5]     |
| 8         | 8        | Matteo Berrettini     | 2,870              | 10          | 45         | 2,905            | Vòng 2, thua trước Tennys Sandgren        |
| 9         | 9        | Roberto Bautista Agut | 2,630              | 360         | 90         | 2,360            | Vòng 3, thua trước Marin Čilić            |
| 10        | 10       | Gaël Monfils          | 2,565              | 45          | 180        | 2,700            | Vòng 4, thua trước Dominic Thiem [5]      |
| 11        | 11       | David Goffin          | 2,555              | 90          | 90         | 2,555            | Vòng 3, thua trước Andrey Rublev [17]     |
| 12        | 12       | Fabio Fognini         | 2,310              | 90          | 180        | 2,400            | Vòng 4, thua trước Tennys Sandgren        |
| 13        | 13       | Denis Shapovalov      | 2,200              | 90          | 10         | 2,120            | Vòng 1, thua trước Márton Fucsovics       |
| 14        | 14       | Diego Schwartzman     | 2,130              | 90          | 180        | 2,220            | Vòng 4, thua trước Novak Djokovic [2]     |
| 15        | 15       | Stan Wawrinka         | 2,045              | 45          | 360        | 2,360            | Tứ kết, thua trước Alexander Zverev [7]   |
| 16        | 17       | Karen Khachanov       | 1,995              | 90          | 90         | 1,995            | Vòng 3, thua trước Nick Kyrgios [23]      |
| 17        | 16       | Andrey Rublev         | 2,004              | 10          | 180        | 2,174            | Vòng 4, thua trước Alexander Zverev [7]   |
| 18        | 20       | Grigor Dimitrov       | 1,772              | 180         | 45         | 1,637            | Vòng 2, thua trước Tommy Paul             |
| 19        | 19       | John Isner            | 1,860              | 10          | 90         | 1,940            | Vòng 3, bỏ cuộc trước Stan Wawrinka [15]  |
| 20        | 22       | Félix Auger-Aliassime | 1,701              | (45)†       | 10         | 1,666            | Vòng 1, thua trước Ernests Gulbis [Q]     |
| 21        | 21       | Benoît Paire          | 1,703              | 10          | 45         | 1,738            | Vòng 2, thua trước Marin Čilić            |
| 22        | 25       | Guido Pella           | 1,585              | 10          | 90         | 1,665            | Vòng 3, thua trước Fabio Fognini [12]     |
| 23        | 26       | Nick Kyrgios          | 1,520              | 10          | 180        | 1,690            | Vòng 4, thua trước Rafael Nadal [1]       |
| 24        | 27       | Dušan Lajović         | 1,516              | 10          | 90         | 1,596            | Vòng 3, thua trước Diego Schwartzman [14] |
| 25        | 28       | Borna Ćorić           | 1,490              | 180         | 10         | 1,320            | Vòng 1, thua trước Sam Querrey            |
| 26        | 29       | Nikoloz Basilashvili  | 1,485              | 90          | 45         | 1,440            | Vòng 2, thua trước Fernando Verdasco      |
| 27        | 30       | Pablo Carreño Busta   | 1,422              | 180         | 90         | 1,332            | Vòng 3, thua trước Rafael Nadal [1]       |
| 28        | 33       | Jo-Wilfried Tsonga    | 1,340              | 45          | 10         | 1,305            | Vòng 1, bỏ cuộc trước Alexei Popyrin      |
| 29        | 34       | Taylor Fritz          | 1,335              | 90+125      | 90+45      | 1,255            | Vòng 3, thua trước Dominic Thiem [5]      |
| 30        | 32       | Dan Evans             | 1,349              | 70+48       | 45+20      | 1,296            | Vòng 2, thua trước Yoshihito Nishioka     |
| 31        | 31       | Hubert Hurkacz        | 1,398              | 10          | 45         | 1,433            | Vòng 2, thua trước John Millman           |
| 32        | 35       | Milos Raonic          | 1,305              | 360         | 360        | 1,305            | Tứ kết, thua trước Novak Djokovic [2]     |

† Tay vợt không đủ điều kiện tham dự giải đấu năm 2019. Thay vào đó, điểm tốt nhất của lần 18 sẽ được thay thế vào.
Các tay vợt sau đây được xếp vào hạt giống, nhưng rút lui khỏi giải.
| Thứ hạng | Tay vợt        | Điểm trước thi đấu | Điểm bảo vệ | Điểm sau thi đấu | Lý do rút lui         |
| -------- | -------------- | ------------------ | ----------- | ---------------- | --------------------- |
| 18       | Kei Nishikori  | 1,930              | 360         | 1,570            | Chấn thương khuỷu tay |
| 23       | Alex de Minaur | 1,665              | 90          | 1,575            | Chấn thương bụng      |
| 24       | Lucas Pouille  | 1,600              | 720         | 880              | Chấn thương khuỷu tay |

### Đơn nữ
| Hạt giống | Thứ hạng | Tay vợt                  | Điểm trước thi đấu | Điểm bảo vệ | Điểm thắng | Điểm sau thi đấu | Tình trạng                                       |
| --------- | -------- | ------------------------ | ------------------ | ----------- | ---------- | ---------------- | ------------------------------------------------ |
| 1         | 1        | Ashleigh Barty           | 8,017              | 430         | 780        | 8,367            | Bán kết, thua trước Sofia Kenin [14]             |
| 2         | 2        | Karolína Plíšková        | 5,940              | 780         | 130        | 5,290            | Vòng 3, thua trước Anastasia Pavlyuchenkova [30] |
| 3         | 4        | Naomi Osaka              | 5,496              | 2,000       | 130        | 3,626            | Vòng 3, thua trước Coco Gauff                    |
| 4         | 3        | Simona Halep             | 5,561              | 240         | 780        | 6,101            | Bán kết, thua trước Garbiñe Muguruza             |
| 5         | 5        | Elina Svitolina          | 5,075              | 430         | 130        | 4,775            | Vòng 3, thua trước Garbiñe Muguruza              |
| 6         | 7        | Belinda Bencic           | 4,675              | 130         | 130        | 4,675            | Vòng 3, thua trước Anett Kontaveit [28]          |
| 7         | 8        | Petra Kvitová            | 4,436              | 1,300+100   | 430+0      | 3,466            | Tứ kết, thua trước Ashleigh Barty [1]            |
| 8         | 9        | Serena Williams          | 4,215              | 430         | 130        | 3,915            | Vòng 3, thua trước Wang Qiang [27]               |
| 9         | 10       | Kiki Bertens             | 4,165              | 70+470      | 130+240    | 3,995            | Vòng 4, thua trước Garbiñe Muguruza              |
| 10        | 11       | Madison Keys             | 3,072              | 240         | 130        | 2,962            | Vòng 3, thua trước Maria Sakkari [22]            |
| 11        | 12       | Aryna Sabalenka          | 3,025              | 130+185     | 10+100     | 2,820            | Vòng 1, thua trước Carla Suárez Navarro          |
| 12        | 13       | Johanna Konta            | 2,813              | 70          | 10         | 2,753            | Vòng 1, thua trước Ons Jabeur                    |
| 13        | 14       | Petra Martić             | 2,646              | 130         | 70         | 2,586            | Vòng 2, thua trước Julia Görges                  |
| 14        | 15       | Sofia Kenin              | 2,565              | 70          | 1,300      | 3,795            | Vô địch, thắng Garbiñe Muguruza                  |
| 15        | 16       | Markéta Vondroušová      | 2,490              | 70          | 10         | 2,430            | Vòng 1, thua trước Svetlana Kuznetsova           |
| 16        | 17       | Elise Mertens            | 2,250              | 130         | 240        | 2,360            | Vòng 4, thua trước Simona Halep [4]              |
| 17        | 18       | Angelique Kerber         | 2,175              | 240         | 240        | 2,175            | Vòng 4, thua trước Anastasia Pavlyuchenkova [30] |
| 18        | 19       | Alison Riske             | 2,130              | 10          | 240        | 2,360            | Vòng 4, thua trước Ashleigh Barty [1]            |
| 19        | 20       | Donna Vekić              | 2,120              | 70+305      | 130+60     | 1,935            | Vòng 3, thua trước Iga Świątek                   |
| 20        | 22       | Karolína Muchová         | 1,847              | 40          | 70         | 1,877            | Vòng 2, thua trước Catherine Bellis [PR]         |
| 21        | 24       | Amanda Anisimova         | 1,843              | 240         | 10         | 1,613            | Vòng 1, thua trước Zarina Diyas                  |
| 22        | 23       | Maria Sakkari            | 1,845              | 130         | 240        | 1,955            | Vòng 4, thua trước Petra Kvitová [7]             |
| 23        | 21       | Dayana Yastremska        | 2,070              | 130+280     | 70+55      | 1,785            | Vòng 2, thua trước Caroline Wozniacki            |
| 24        | 27       | Sloane Stephens          | 1,683              | 240         | 10         | 1,453            | Vòng 1, thua trước Zhang Shuai                   |
| 25        | 28       | Ekaterina Alexandrova    | 1,645              | 10+125      | 130+60     | 1,700            | Vòng 3, thua trước Petra Kvitová [7]             |
| 26        | 25       | Danielle Collins         | 1,825              | 780         | 70         | 1,115            | Vòng 2, thua trước Yulia Putintseva              |
| 27        | 29       | Wang Qiang               | 1,593              | 130         | 240        | 1,703            | Vòng 4, thua trước Ons Jabeur                    |
| 28        | 31       | Anett Kontaveit          | 1,575              | 70          | 430        | 1,935            | Tứ kết, thua trước Simona Halep [4]              |
| 29        | 26       | Elena Rybakina           | 1,816              | (80)†       | 130        | 1,866            | Vòng 3, thua trước Ashleigh Barty [1]            |
| 30        | 30       | Anastasia Pavlyuchenkova | 1,585              | 430+100     | 430+1      | 1,486            | Tứ kết, thua trước Garbiñe Muguruza              |
| 31        | 33       | Anastasija Sevastova     | 1,518              | 240         | 10         | 1,288            | Vòng 1, thua trước Ajla Tomljanović              |
| 32        | 34       | Barbora Strýcová         | 1,516              | 10          | 10         | 1,516            | Vòng 1, thua trước Sorana Cîrstea                |

† Tay vợt không đủ điều kiện tham dự giải đấu năm 2019, điểm bảo vệ được lấy từ ITF tournament (Launceston).
Các tay vợt sau đây được xếp vào hạt giống, nhưng rút lui khỏi giải.
| Thứ hạng | Tay vợt          | Điểm trước thi đấu | Điểm bảo vệ | Điểm sau thi đấu | Lý do rút lui       |
| -------- | ---------------- | ------------------ | ----------- | ---------------- | ------------------- |
| 6        | Bianca Andreescu | 4,935              | 110+160     | 4,665            | Chấn thương đầu gối |

## Hạt giống đôi
| Đội                   | Đội                    | Thứ hạng | Hạt giống |
| --------------------- | ---------------------- | -------- | --------- |
| Pierre-Hugues Herbert | Nicolas Mahut          | 9        | 1         |
| Łukasz Kubot          | Marcelo Melo           | 12       | 2         |
| Kevin Krawietz        | Andreas Mies           | 18       | 3         |
| Ivan Dodig            | Filip Polášek          | 25       | 4         |
| Wesley Koolhof        | Nikola Mektić          | 29       | 5         |
| Marcel Granollers     | Horacio Zeballos       | 30       | 6         |
| John Peers            | Michael Venus          | 34       | 7         |
| Jean-Julien Rojer     | Horia Tecău            | 38       | 8         |
| Raven Klaasen         | Oliver Marach          | 41       | 9         |
| Mate Pavić            | Bruno Soares           | 42       | 10        |
| Rajeev Ram            | Joe Salisbury          | 43       | 11        |
| Jürgen Melzer         | Édouard Roger-Vasselin | 52       | 12        |
| Bob Bryan             | Mike Bryan             | 54       | 13        |
| Jamie Murray          | Neal Skupski           | 56       | 14        |
| Máximo González       | Fabrice Martin         | 63       | 15        |
| Austin Krajicek       | FThứ hạngo Škugor      | 77       | 16        |

| Đội                  | Đội                   | Thứ hạng | Hạt giống |
| -------------------- | --------------------- | -------- | --------- |
| Hsieh Su-wei         | Barbora Strýcová      | 4        | 1         |
| Tímea Babos          | Kristina Mladenovic   | 6        | 2         |
| Elise Mertens        | Aryna Sabalenka       | 11       | 3         |
| Barbora Krejčíková   | Kateřina Siniaková    | 21       | 4         |
| Nicole Melichar      | Xu Yifan              | 27       | 5         |
| Gabriela Dabrowski   | Jeļena Ostapenko      | 28       | 6         |
| Chan Hao-ching       | Latisha Chan          | 30       | 7         |
| Květa Peschke        | Demi Schuurs          | 36       | 8         |
| Duan Yingying        | Zheng Saisai          | 41       | 9         |
| Shuko Aoyama         | Ena Shibahara         | 57       | 10        |
| Lucie Hradecká       | Andreja Klepač        | 58       | 11        |
| Ellen Perez          | Samantha Stosur       | 67       | 12        |
| Veronika Kudermetova | Alison Riske          | 67       | 13        |
| Lyudmyla Kichenok    | Yang Zhaoxuan         | 73       | 14        |
| Viktória Kužmová     | Aliaksandra Sasnovich | 74       | 15        |
| Sofia Kenin          | Bethanie Mattek-Sands | 75       | 16        |

### Đôi nam nữ
| Đội                | Đội               | Thứ hạng | Hạt giống |
| ------------------ | ----------------- | -------- | --------- |
| Barbora Strýcová   | Marcelo Melo      | 8        | 1         |
| Zhang Shuai        | Nicolas Mahut     | 12       | 2         |
| Gabriela Dabrowski | Henri Kontinen    | 25       | 3         |
| Chan Hao-ching     | Michael Venus     | 26       | 4         |
| Barbora Krejčíková | Nikola Mektić     | 28       | 5         |
| Latisha Chan       | Ivan Dodig        | 28       | 6         |
| Samantha Stosur    | Jean-Julien Rojer | 32       | 7         |
| Hsieh Su-wei       | Neal Skupski      | 34       | 8         |

- 1 Thứ hạng tính tới ngày 20 tháng 1 năm 2020.

## Đặc cách vào vòng đấu chính
| - Alex Bolt - Hugo Gaston - Andrew Harris - Tatsuma Ito - Michael Mmoh - Christopher O'Connell - Marc Polmans - John-Patrick Smith | - Lizette Cabrera - Han Na-lae - Priscilla Hon - Pauline Parmentier - Arina Rodionova - Maria Sharapova - Astra Sharma - CoCo Vandeweghe |

| - Alex Bolt / Matthew Ebden - James Duckworth / Marc Polmans - Blake Ellis / Alexei Popyrin - Andrew Harris / Christopher O'Connell - Lleyton Hewitt / Jordan Thompson - Nam Ji-sung / Song Min-kyu - Max Purcell / Luke Saville | - Destanee Aiava / Lizette Cabrera - Alexandra Bozovic / Amber Marshall - Jaimee Fourlis / Arina Rodionova - Priscilla Hon / Storm Sanders - Maddison Inglis / Kaylah McPhee - Lee Ya-hsuan / Wu Fang-hsien - Jessica Moore / Astra Sharma |

| - Monique Adamczak / David Vega Hernández - Jessica Moore / Matthew Ebden - Jeļena Ostapenko / Leander Paes - Ellen Perez / Luke Saville - Arina Rodionova / Andrew Harris - Storm Sanders / Marc Polmans - Astra Sharma / John-Patrick Smith - Belinda Woolcock / Blake Mott |

## Vòng loại
| 1. Dennis Novak 2. Tallon Griekspoor 3. Christopher Eubanks 4. Elliot Benchetrit 5. Mario Vilella Martínez 6. Mohamed Safwat 7. Ilya Ivashka 8. Quentin Halys 9. Marco Trungelliti 10. Norbert Gombos 11. Daniel Elahi Galán 12. Pedro Martínez 13. Max Purcell 14. Alejandro Tabilo 15. Ernests Gulbis 16. Peter Gojowczyk Thua cuộc may mắn 1. Evgeny Donskoy 2. Prajnesh Gunneswaran 3. Jozef Kovalík 4. Lorenzo Giustino | 1. Ann Li 2. Nao Hibino 3. Johanna Larsson 4. Barbora Krejčíková 5. Anna Kalinskaya 6. Kaja Juvan 7. Leylah Fernandez 8. Shelby Rogers 9. Martina Trevisan 10. Caty McNally 11. Monica Niculescu 12. Liudmila Samsonova 13. Greet Minnen 14. Elisabetta Cocciaretto 15. Harriet Dart 16. Antonia Lottner |

## Bảo toàn thứ hạng
Dưới đây là những tay vợt được vào vòng đấu chính nhờ bảo toàn thứ hạng:
| Đơn nam - Lu Yen-hsun (PR 71) - Mackenzie McDonald (PR 83) - Vasek Pospisil (PR 73) - Cedrik-Marcel Stebe (PR 95) | Đơn nữ - Catherine Bellis (PR 44) - Kateryna Bondarenko (PR 85) - Katie Boulter (PR 85) - Anna Karolína Schmiedlová (PR 93) |

## Rút lui
Dưới đây là những tay vợt đã được vào vòng đấu chính, nhưng rút lui vì bị chấn thương hoặc những lý do khác:
Trước giải
| Đơn nam - Radu Albot → thay thế bởi Lorenzo Giustino - Alex de Minaur → thay thế bởi Evgeny Donskoy - Juan Martín del Potro → thay thế bởi Marcos Giron - Alexandr Dolgopolov → thay thế bởi Lloyd Harris - Richard Gasquet → thay thế bởi Yūichi Sugita - Nicolás Jarry → thay thế bởi Prajnesh Gunneswaran - Kei Nishikori → thay thế bởi James Duckworth - Lucas Pouille → thay thế bởi Jozef Kovalík | Đơn nữ - Bianca Andreescu → thay thế bởi Margarita Gasparyan - Victoria Azarenka → thay thế bởi Camila Giorgi - Andrea Petkovic → thay thế bởi Heather Watson - Monica Puig → thay thế bởi Kaia Kanepi - Vera Zvonareva → thay thế bởi Irina-Camelia Begu |

## Các nhà vô địch
Ngày giờ tính theo AEDT (UTC+11)

### Chuyên nghiệp

#### Đơn nam
- Novak Djokovic thắng  Dominic Thiem, 6–4, 4–6, 2–6, 6–3, 6–4

#### Đơn nữ
- Sofia Kenin thắng  Garbiñe Muguruza, 4–6, 6–2, 6–2

#### Đôi nam
- Rajeev Ram /  Joe Salisbury thắng  Max Purcell /  Luke Saville, 6–4, 6–2

#### Đôi nữ
- Tímea Babos /  Kristina Mladenovic thắng  Hsieh Su-wei /  Barbora Strýcová, 6–2, 6–1

#### Đôi nam nữ
- Barbora Krejčiková /  Nikola Mektić thắng  Bethanie Mattek-Sands /  Jamie Murray, 5–7, 6–4, [10–1]

### Trẻ

#### Đơn nam trẻ
- Harold Mayot thắng  Arthur Cazaux, 6–4, 6–1

#### Đơn nữ trẻ
- Victoria Jiménez Kasintseva thắng  Weronika Baszak, 5–7, 6–2, 6–2

#### Đôi nam trẻ
- Nicholas David Ionel /  Leandro Riedi thắng  Mikołaj Lorens /  Kārlis Ozoliņš, 6–7(8–10), 7–5, [10–4]

#### Đôi nữ trẻ
- Alexandra Eala /  Priska Madelyn Nugroho thắng  Živa Falkner /  Matilda Mutavdzic 6–1, 6–2

### Xe lăn

#### Đơn nam xe lăn
- Shingo Kunieda thắng  Gordon Reid, 6–4, 6–4

#### Đơn nữ xe lăn
- Yui Kamiji thắng  Aniek van Koot, 6–2, 6–2

#### Đơn xe lăn quad
- Dylan Alcott thắng  Andy Lapthorne, 6–0, 6–4

#### Đôi nam xe lăn
- Alfie Hewett /  Gordon Reid thắng  Stéphane Houdet /  Nicolas Peifer, 4–6, 6–4, [10–7]

#### Đôi nữ xe lăn
- Yui Kamiji /  Jordanne Whiley thắng  Diede de Groot /  Aniek van Koot, 6–2, 6–4

#### Đôi xe lăn quad
- Dylan Alcott /  Heath Davidson thắng  Andrew Lapthorne /  David Wagner, 6–4, 6–3

## Nhà tài trợ
- Kia Motors (Tài trợ chính)
- ANZ
- Rolex
- Luzhou Laojiao
- AccorHotels
- Aperol Spritz
- Barilla Group
- Canadian Club
- City of Melbourne
- Coopers Brewery
- Country Road
- DeRucci
- Dunlop Sport (Australia)
- Emirates
- Ganten Baisuishan
- Garnier
- Häagen-Dazs
- Infosys
- K&L Gates
- La Roche-Posay
- Lavazza
- MasterCard
- Melbourne
- Optus
- Piper-Heidsieck
- Toshiba
- Uber
- Vegemite
- Yonex